# 진주 촉석루
진주 촉석루(晋州 矗石樓)는 대한민국 경상남도 진주시 본성동, 진주성내에 위치해 있는 누각이다. 남강변 절벽 뒤편에 있는 촉석루는 진주성의 남쪽 장대로서, 군사를 지휘하는 사람이 올라서서 명령하던 대이기도 했다. 일명 장원루라고도 한다.
1365년에 처음 건립되었으며, 세운 후 7차례의 중건과 보수를 거쳤다. 그 뒤 한국전쟁 때 불타 없어졌다가 1960년 진주고적보존회에서 재건하였으며 앞면 5칸·옆면 4칸이다.
1983년 7월 20일 경상남도 문화재자료 제8호 촉석루로 지정되었다가, 2018년 12월 20일 현재의 명칭으로 변경되었다.

## 개요
남강에 접한 벼랑 위에 자리잡은 단층 팔작집의 웅장한 건물로, 진주성의 주장대(主將臺)이다. 1241년 고려 고종 28년 축성 당시에 부사(府使) 김충광(金忠光) 등의 손으로 창건하여, 장원루(壯元樓)라고 불렀다.
《세종실록 지리지》에서는 촉석루(矗石樓)로 명명되었으며, 용두사(龍頭寺)의 남쪽 돌벼랑에 위치하고 있다고 설명하고 있다. 1593년 7월 29일 왜군의 파상적인 공격으로 진주성 동문이 무너지자, 김천일, 최경회, 이종인 등은 이곳에 모여서 결사항전 하였으나, 모두 전사하거나 남강에 뛰어들어 자결하였다.
그 후 임진왜란 때 파괴된 것을 1618년 조선 광해군 10년에 병사(兵使) 남이흥(南以興)이 재건했다. 1593년 7월 임진왜란 당시 제2차 진주성 전투에서 승리한 왜군이 촉석루에서 승전연을 벌일 때 논개가 촉석루 앞의 의암에서 왜장을 끌어안고 강으로 뛰어들었다고 해서 유명하다.
1747년 영조 23년 1월 26일 경상우병영에서 조정으로 진주 사람이 남강 가에서 주웠다고 하는 도장 한 개가 진상되었다. 이것은 당시로부터 154년 전인 1593년 최경회가 소지하고 있다가 남강에 몸을 던질 때 가지고 있었던 것이었다. 영조는 이것을 창열사에 두고 제를 올리라고 명하고, 도장갑을 만들고 그 위에 글을 지어 촉석루의 의열을 찬송하였다.

追憶往事  지난 일을 돌이켜 생각하니,
百有餘年  1년여 년이 지났네.
幸得南江  다행히 남강에서 주웠던 도장에
印篆宛然  새겨진 전자가 완연하니,
矗石閫義烈 촉석루에서의 뛰어난 의열
想像愴先  상상하니 먼저 서글퍼지네.
命留嶺閫  영남의 병영애 보관토록 하여
以竪忠焉  충절을 기리게 하노라”

촉석루 앞으로는 남강이 흐르고 왼쪽으로 논개의 의기를 추모하기 위해 세운 의기사가 있다. 1780년 정조 5년 다산 정약용은 19세의 나이로 경상우도 병마절도사인 장인 홍화보가 임지로 있는 진주에 부인과 함께 들렀다. 장인은 촉석루에서 악공과 가인을 불러 사위에게 연회를 베풀었는데, 다산 정약용은 팔검무(진주검무)를 추는 가인에게 〈무검편증미인(舞劒篇贈美人)〉이라는 시를 지어 헌사하였고, 〈진주의기사기(晋州義妓祠記)〉를 지어 의기사에 걸게 하였다. 그 후 10년 후인 1791년에 정조 15년에 30살의 나이로 진주목사로 있는 아버지에게 다시 들러서 〈재유촉석루기(再游矗石樓記)〉를 적었다.
촉석루 아래 계단을 통해 의암으로 내려갈 수 있게 작은 통로를 마련해 두었는데 중간 부분에 의암사적비가 있고, 그 아래로 남강이 흐르는 곳에 툭 튀어나온 의암(義巖)이라는 글자가 새겨진 바위가 있다.
1948년에 국보로 지정되었으나 1950년 한국 전쟁 때 또 한번 소실되었으며, 지금 남아있는 것은 한국전쟁 때에 불탄 것을 1960년 진주고적보존회가 시민의 성금으로 새로 건축한 것이다. 대한민국의 인간 문화재였던 임배근이 공사 총책임을 맡았다.

## 군사시설과 과거 시험장
1365년(고려 공민왕 14년)에 처음 건립되었으며 세운 후 7차례의 중건과 보수를 거쳤다. 촉석루는 본래 전쟁이 일어나면 유사시 진주성을 지키는 지휘본부 또는 경상우도 군사들을 지휘하는 지휘본부로서 사용하였다. 또한 평상시에는 과거 시험 또는 향시를 치르는 고시장으로도 쓰였다.

## 사진

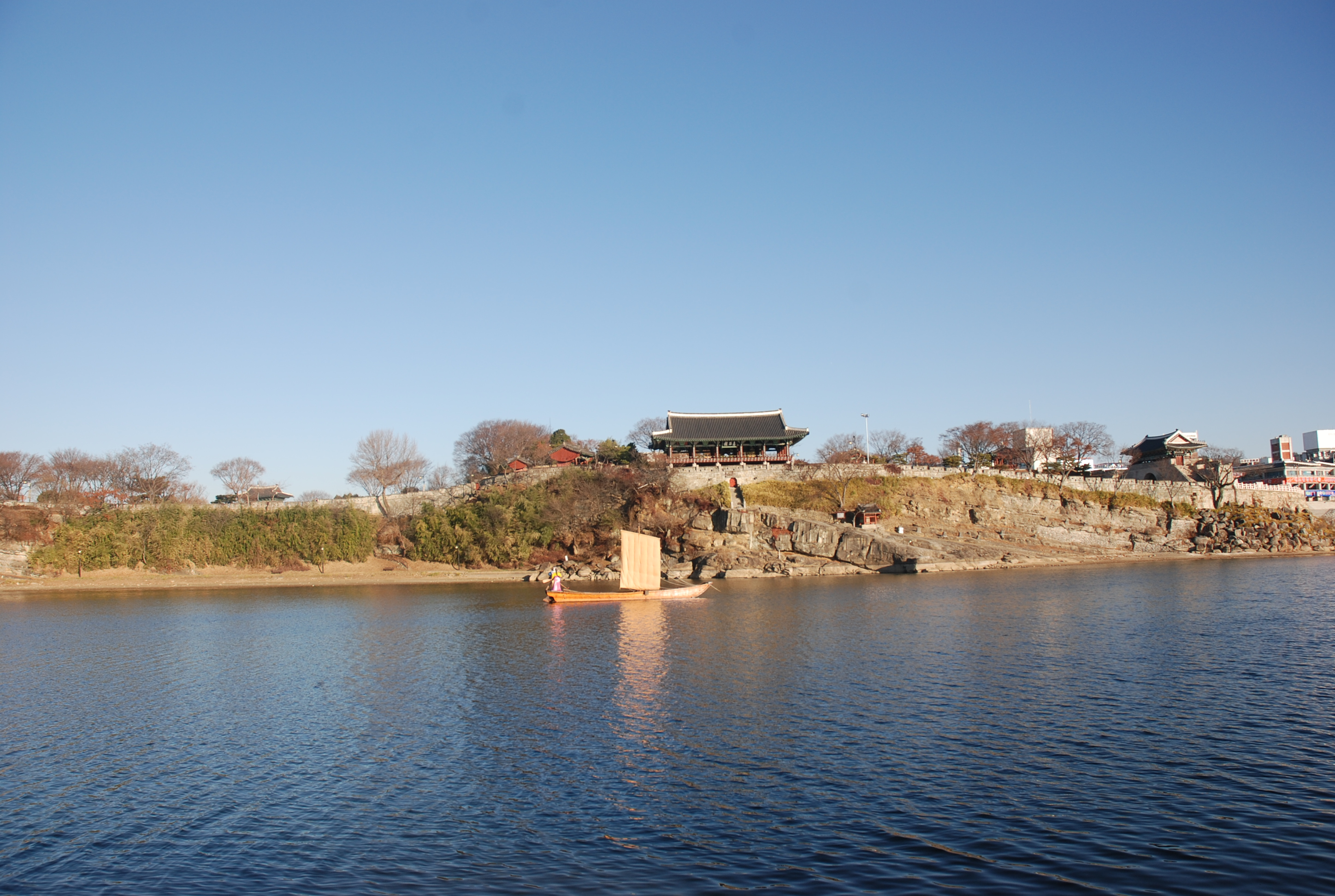
남강을 끼고 지은 남장대, 촉석루
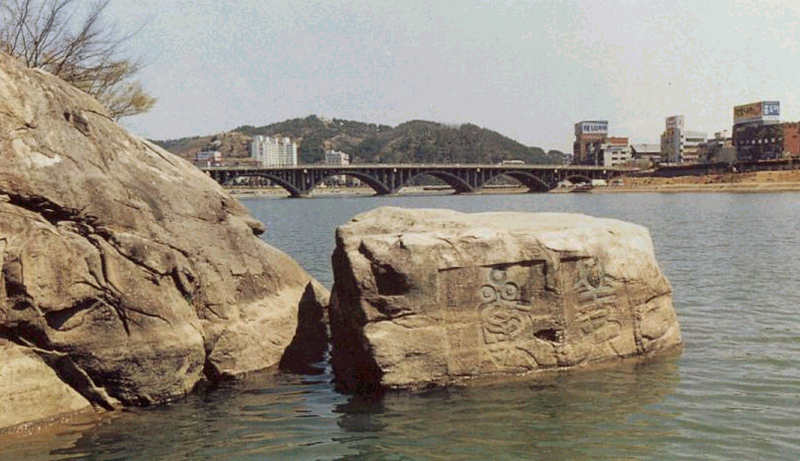
의암
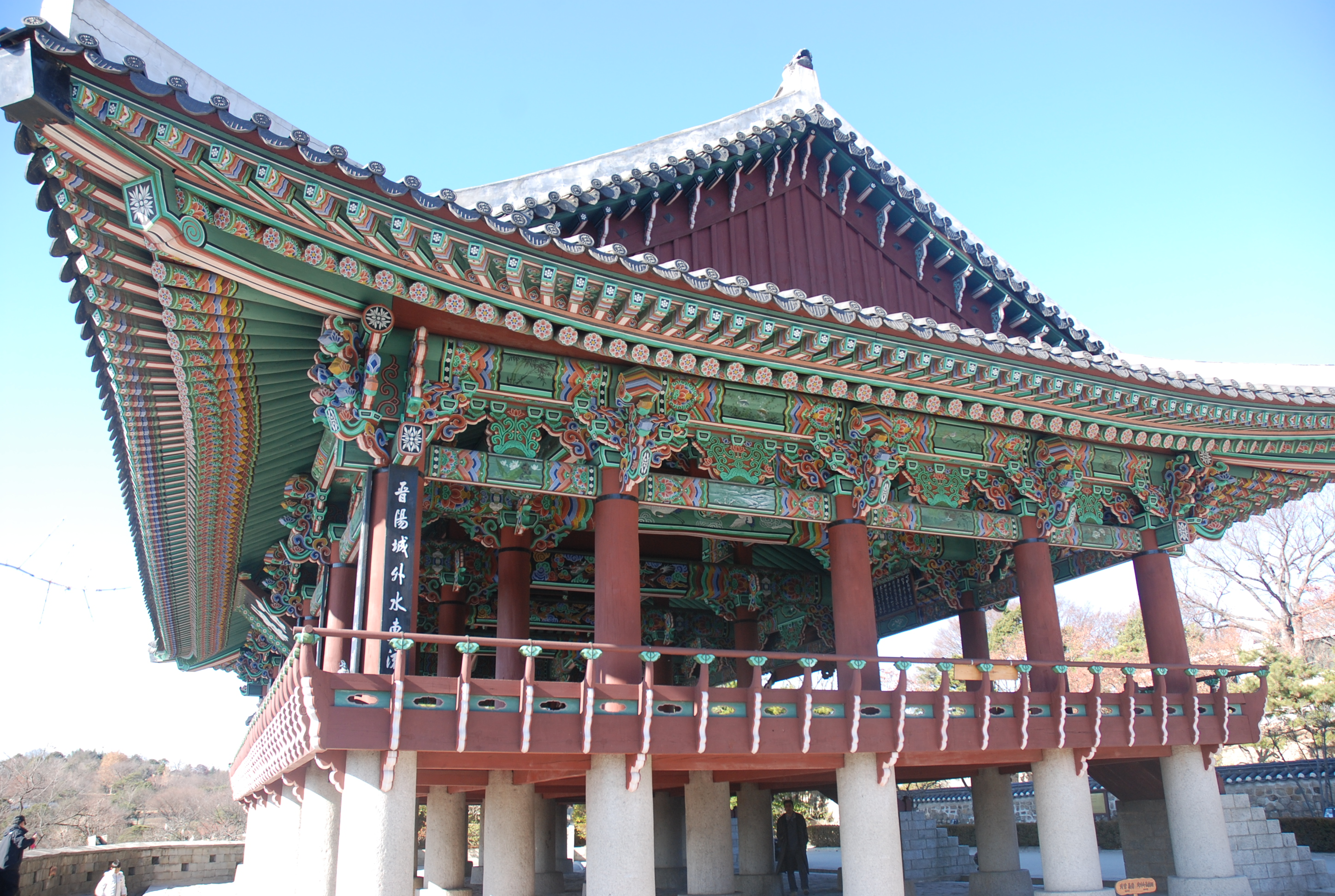
촉석루
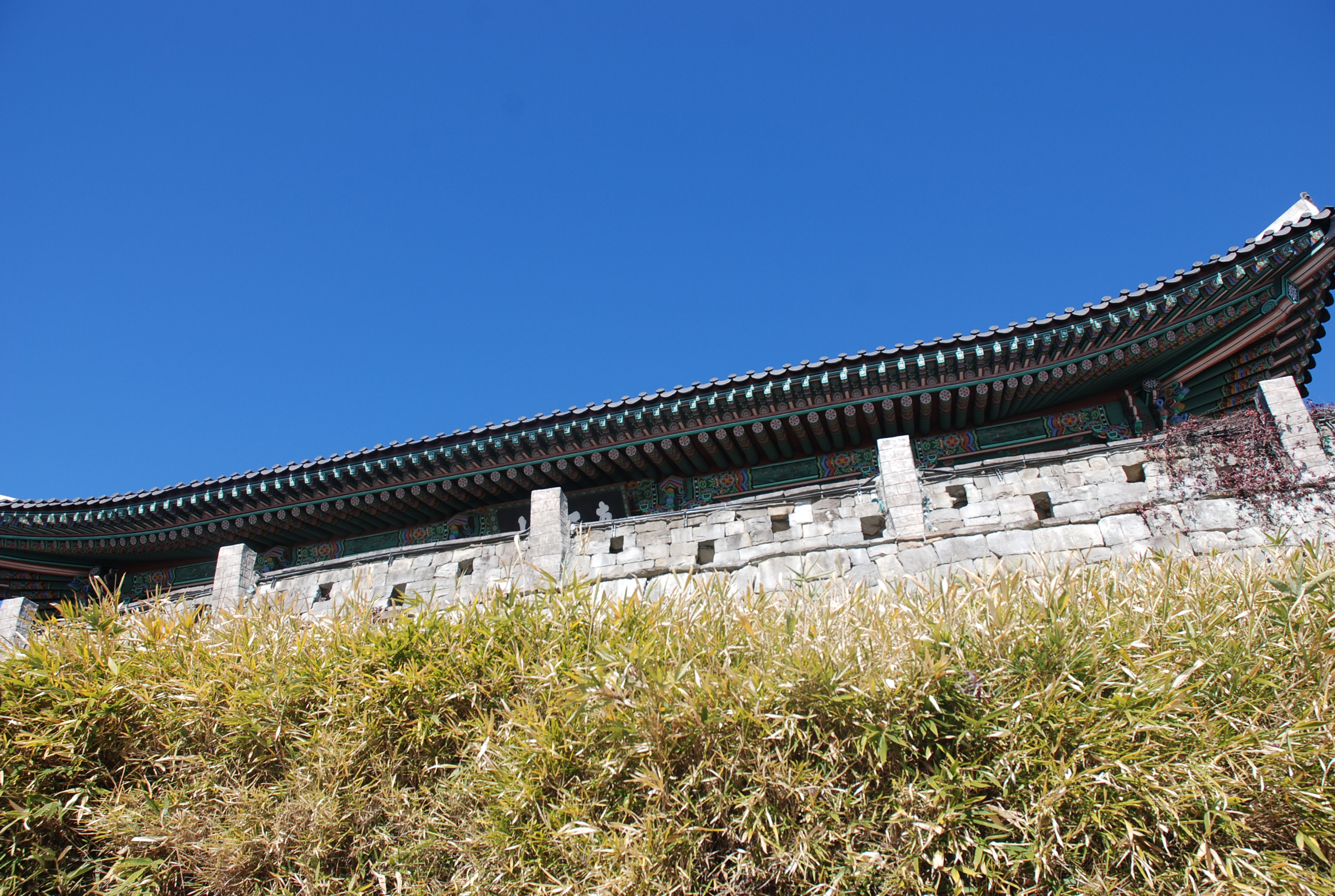
의암에서 바라본 촉석루
안중식이 1913년에 그린 촉석루
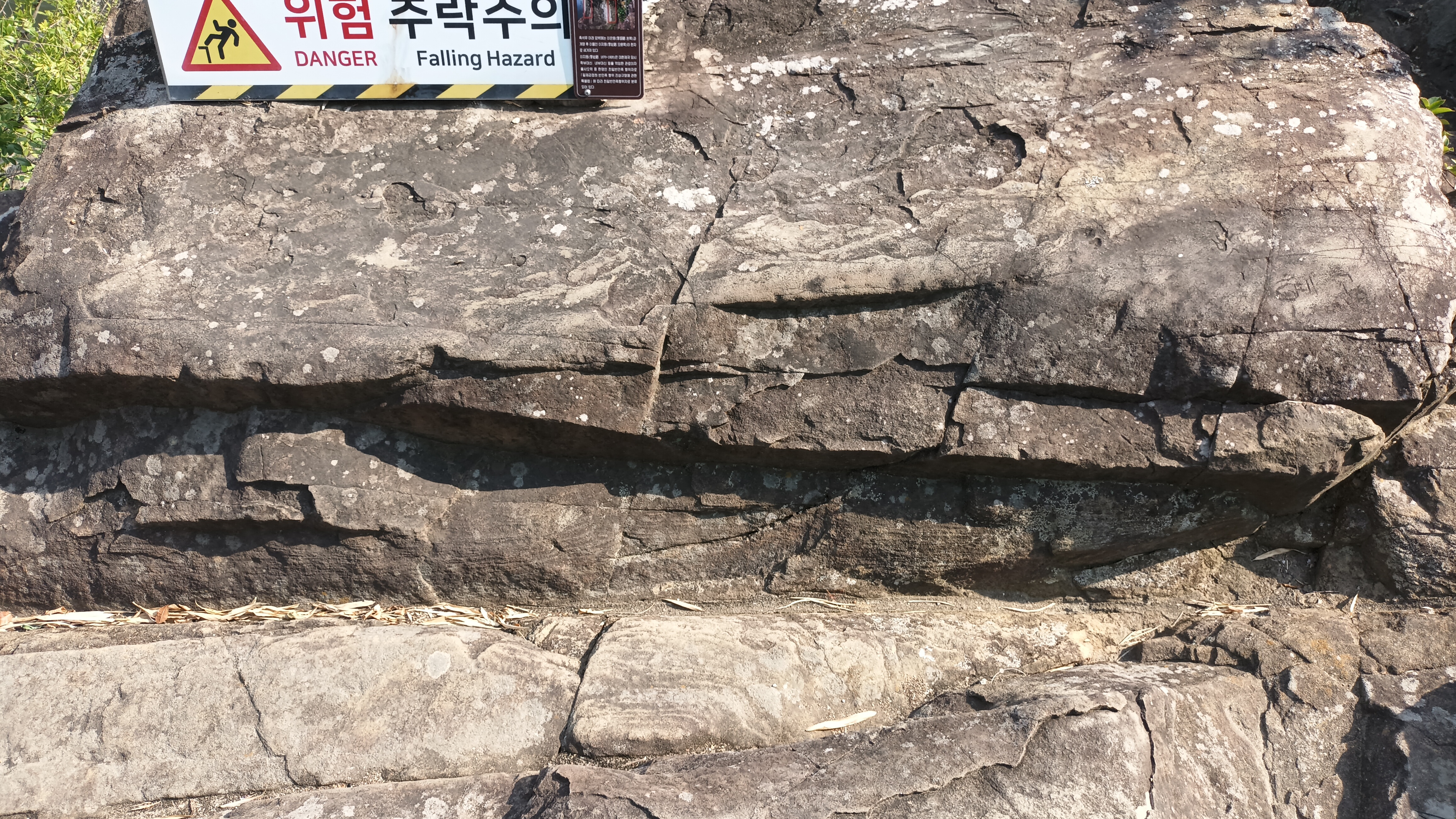
촉석루 밑에 드러난 경상 누층군 진주층의 노두
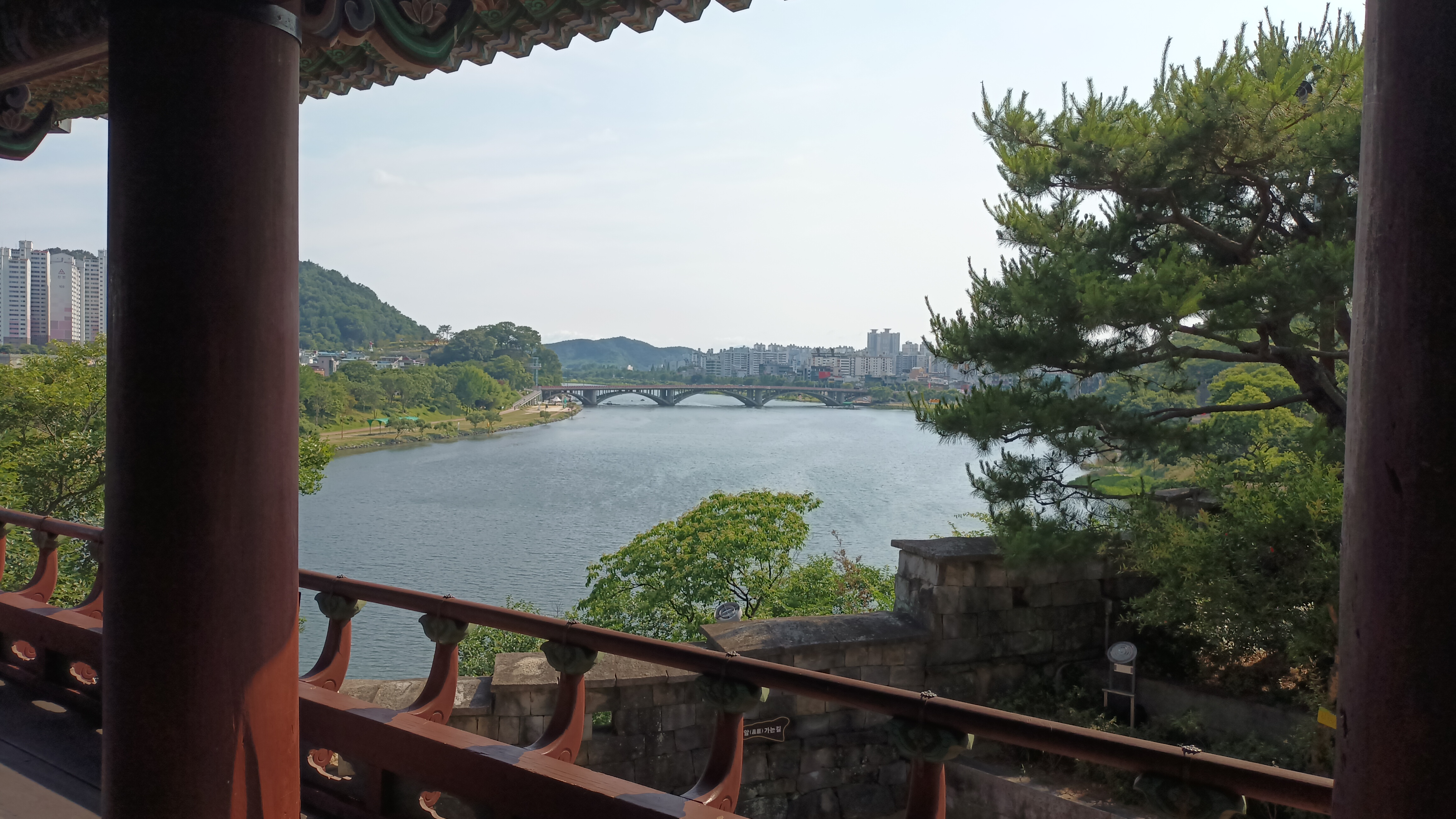
촉석루에서 바라본 남강과 천수교

## 같이 보기
- 논개, 의기사
- 진주논개제
- 의암, 의암별제
- 창열사
- 영남루

## 참고 자료
- 진주 촉석루 - 국가유산청 국가유산포털